# Хърсово (област Благоевград)
Вижте пояснителната страница за други значения на Хърсово.
Хъ̀рсово е село в Югозападна България. То се намира в община Сандански, област Благоевград.

## Население

### Етнически състав
Преброяване на населението през 2011 г.
Численост и дял на етническите групи според преброяването на населението през 2011 г.:
|                     | Численост |
| Общо                | 245       |
| Българи             | 243       |
| Турци               | -         |
| Цигани              | -         |
| Други               | -         |
| Не се самоопределят | -         |
| Неотговорили        | 1         |

## География
Село Хърсово се намира в Санданско-Петричката котловина в югозападното подножие на Пирин планина. Климатът е преходносредиземноморски с летен минимум и зимен максимум на валежите. Средната годишна валежна сума е около 520 mm. През землището на селото тече Мелнишката река. В Хърсово се отглеждат към 1200 декара лозя, произвежда се качествено вино. В землището на селото са разположени винарска изба „Хърсово“, винарска изба „Вила Мелник“, новостроящият се комплекс „АЯ Естейт“ и други. Има развито животновъдство и млекопреработка.

## История
През XIX век Хърсово е изцяло българско и се числи към Мелнишката кааза на Османската империя. Църквата „Свети Атанасий“ е от 1860 година и е построена на най-високата част на селото. В „Етнография на вилаетите Адрианопол, Монастир и Салоника“, издадена в Константинопол в 1878 година и отразяваща статистиката на населението от 1873 година, Големо Хърсово (Golémo Hërsovo) е посочено като село с 87 домакинства и 310 жители българи, а Малко Хърсово (Malo Hërsovo) – с 11 домакинства и 38 българи.
В 1891 година Георги Стрезов пише за селото:
| „ | Хърсово, село на север от Кромидово, до Катунци. Лежи на един баир 1/2 час до Бистрица и до Мелничката река от другата страна. Има богати нивя и лозя. Гръцка църква и училище с 14 ученика. 110 къщи българе. | “ |

Съгласно статистиката на Васил Кънчов („Македония. Етнография и статистика“) към 1900 година в селото живеят 582 души, всички българи-християни. Според статистиката на секретаря на Българската екзархия Димитър Мишев („La Macédoine et sa Population Chrétienne“) в 1905 година християнското население на селото (Hirsovo) се състои от 720 българи екзархисти. В селото има 1 начално българско училище с 1 учител и 42 ученика.
През 1913 година по време на Междусъюзническата война селото е завзето от гръцката армия, а 100 къщи са опожарени.
| Учители и ученици в прогимназията през учебната 1926-1927 година | Учители и ученици в прогимназията през учебната 1926-1927 година | Учители и ученици в прогимназията през учебната 1926-1927 година | Учители и ученици в прогимназията през учебната 1926-1927 година | Учители и ученици в прогимназията през учебната 1926-1927 година | Учители и ученици в прогимназията през учебната 1926-1927 година | Учители и ученици в прогимназията през учебната 1926-1927 година | Учители и ученици в прогимназията през учебната 1926-1927 година | Учители и ученици в прогимназията през учебната 1926-1927 година | Учители и ученици в прогимназията през учебната 1926-1927 година |
| Класове                                                          | Ученици                                                          | Ученици                                                          | Ученици                                                          | Учители                                                          | Учители                                                          | Учители                                                          | Учителки                                                         | Учителки                                                         | Учителки                                                         |
| Класове                                                          | момчета                                                          | момичета                                                         | общо                                                             | редовни                                                          | волнонаемни                                                      | общо                                                             | редовни                                                          | волнонаемни                                                      | общо                                                             |
| ---------------------------------------------------------------- | ---------------------------------------------------------------- | ---------------------------------------------------------------- | ---------------------------------------------------------------- | ---------------------------------------------------------------- | ---------------------------------------------------------------- | ---------------------------------------------------------------- | ---------------------------------------------------------------- | ---------------------------------------------------------------- | ---------------------------------------------------------------- |
| първи                                                            | 24                                                               | 3                                                                | 27                                                               | 0                                                                | 3                                                                | 3                                                                | 0                                                                | 1                                                                | 1                                                                |
| втори                                                            | 22                                                               | 3                                                                | 25                                                               | 0                                                                | 3                                                                | 3                                                                | 0                                                                | 1                                                                | 1                                                                |
| трети                                                            | 9                                                                | 2                                                                | 11                                                               | 0                                                                | 3                                                                | 3                                                                | 0                                                                | 1                                                                | 1                                                                |

През 1932 година в Хърсово е основана лозарска кооперация „Мелнишка лоза“. Към 1935 г. тя има 56 членове.

## Личности
Родени в Хърсово
- Атанас Василев Ангелов (1920 – ?), български комунист, отговорник на РМС за Светиврачко през 1941–1944 г., заместник-политкомисар на Алиботушката партизанска чета[10]
- Борислав Владиков (1934 – 2021) български поет, белетрист и драматург
- Димитър Г. Алексиев, македоно-одрински опълченец, 24-годишен, самарджия, ІV отделение, 3 рота на 13 кукушка дружина[11]
- Димитър Стаменов (1862 – 1939), български революционер и просветен деец
- Костадин Щерков (1882 – 1939), български революционер и просветен деец

Починали в Хърсово
- Константин Деспотов (1864 – 1932), български медик, кмет на Сяр по време на Първата световна война[12]
- Мицо Велев, доброволец в четата на Иван Атанасов – Инджето през Сръбско-българската война в 1885 година[13]

Свързани с Хърсово
- Валентин Караманчев (1932 – 2022), български писател